# Arkham
Arkham (/ˈɑrkəm/) é uma cidade fictícia em Massachusetts, parte do cenário "Província Lovecraft", criado por H. P. Lovecraft. A cidade aparece em muitas das suas histórias, assim como é usada por outros escritores dos mitos de Cthulhu.
A Arkham House, uma companhia de publicação começada por dois dos correspondentes de Lovecraft, August Derleth e Donald Wandrei, toma seu nome desta cidade como um tributo.

## Nas histórias de Lovecraft
Arkham é o lar da Universidade de  Miskatonic, que é proeminente em muitas das obras de Lovecraft. A instituição financia as expedições tanto em At the Mountains of Madness (1936) como na The Shadow Out of Time (1936). Walter Gilman, de The Dreams in the Witch House (1933), frequenta aulas na universidade. Outras instituições notáveis em Arkham são a sociedade histórica de Arkham e o sanatório de Arkham. Diz-se em "Herbert West-Reanimador" que a cidade foi devastada por um surto de febre tifoide em 1905.
A Crowninshield House de Lovecraft em The Thing on the Doorstep foi modelada na real Crowninshield-Bentley House, em Salem, Massachusetts.
O principal jornal de Arkham é o Arkham Advertiser, que tem uma circulação que chega até Dunwich. Na década de 1880, seu jornal é chamado de Gazette Arkham.
As características mais notáveis de Arkham são os seus telhados gambrel e as lendas sombrias que têm cercado a cidade durante séculos. O desaparecimento de crianças (presumivelmente assassinadas em sacrifícios rituais) em maio Eva e outros "maus feitos" são aceitos como parte da vida para os cidadãos mais pobres da cidade.

### Localização
A localização precisa de Arkham não é especificado, embora seja provavelmente perto de Innsmouth e Dunwich. No entanto, pode-se supor das histórias de Lovecraft que é alguma distância ao norte de Boston, provavelmente em Essex County, Massachusetts.
Um mapeamento mais recente da Lovecraft Country reforça esta sugestão, com Arkham sendo situadaperto da localização do Gordon College; Na obra de Lovecraft isso seria presumivelmente substituído pela própria Universidade de Miskatonic. O modelo na vida real para Arkham parece ser, de fato, Salem, por causa da sua fama com o ocultismo.

O Sanatório de Arkham  aparece no conto The Thing on the Doorstep e pode ter sido inspirado pelo Danvers State Insane Asylum, também conhecido como Danvers State Hospital, localizado em Danvers, Massachusetts. (O próprio Danvers State Hospital aparece nas histórias de Lovecraft: Pickman's Model e The Shadow over Innsmouth.)